# Rada Mediów Narodowych
Rada Mediów Narodowych (RMN) – utworzony w 2016 roku organ kolegialny powołujący i odwołujący zarządy oraz rady nadzorcze i rady programowe Telewizji Polskiej, Polskiego Radia, a także Polskiej Agencji Prasowej oraz spółek radiofonii regionalnej. RMN pełni również funkcję doradczą w zarządzaniu mediami publicznymi.

## Kompetencje i zadania
W skład Rady wchodzą trzy osoby wybierane przez Sejm i dwie powoływane przez Prezydenta RP, wskazane przez największe kluby opozycyjne. Członkowie Rady muszą „wyróżniać się wiedzą i doświadczeniem w sprawach związanych z zadaniami i działaniem mediów”. Członkostwa w Radzie nie można łączyć z pełnieniem niektórych funkcji publicznych. Kadencja członka Rady trwa 6 lat.
Rada przejęła kompetencje powoływania i odwoływania władz mediów publicznych od ministra właściwego ds. Skarbu Państwa. Według wiceministra kultury w rządzie Beaty Szydło Krzysztofa Czabańskiego celem RMN jest określenie strategii wspólnych działań polskich mediów publicznych i zapewnienie rzetelności ich pracy.

## Krytyka i wątpliwości prawne
Utworzenie RMN obok Krajowej Rady Radiofonii i Telewizji zostało negatywnie ocenione przez część opozycji.
Trybunał Konstytucyjny w swoim wyroku z grudnia 2016 uznał za niekonstytucyjne pozbawienie Krajowej Rady Radiofonii i Telewizji, organu umocowanego w Konstytucji, udziału w powoływaniu i odwoływaniu władz TVP i Polskiego Radia. Na przestrzeni kolejnych lat ówczesny Rzecznik Praw Obywatelskich Adam Bodnar kierował do wicepremiera, ministra kultury i dziedzictwa narodowego Piotra Glińskiego zapytania dotyczące obsady kierowniczych stanowisk w TVP przez Radę Mediów Narodowych z pominięciem konstytucyjnego organu, jakim jest Krajowa Rada Radiofonii i Telewizji, pomimo wyroku Trybunału Konstytucyjnego. Przewodniczący Rady Mediów Narodowych i ówczesny poseł PiS Krzysztof Czabański w grudniu 2016 roku odnosząc się do orzeczenia TK w wypowiedzi dla PAP stwierdził, że to jest odniesienie się do ustawy, która już nie obowiązuje. Sytuacja prawna już się zmieniła, w związku z tym orzeczenie TK tyczy się przeszłości, a nie obecnej sytuacji, TK odnosił się do przepisów, zgodnie z którymi KRRiT straciła swoje uprawnienia na rzecz ministra skarbu, a to już jest sytuacja nieaktualna, nieistniejąca oraz zarzucił nadinterpretację przepisów przez TK.

## Skład

### Obecny
- Piotr Babinetz (PiS) – wybrany przez Sejm 22 lipca 2022[12]
- Joanna Lichocka (PiS) – wybrana przez Sejm 22 lipca 2016[13] oraz 22 lipca 2022[14]
- Robert Kwiatkowski (Lewica Demokratyczna) – powołany 10 grudnia 2020 przez Prezydenta RP, zgłoszony przez klub parlamentarny Lewica[15]
- Marek Rutka (Nowa Lewica) – powołany 27 lipca 2022 przez Prezydenta RP, zgłoszony przez klub poselski Lewica[16][17]
- Wojciech Król (KO) – wybrany przez Sejm 5 grudnia 2024[18], od 12 grudnia 2024 przewodniczący RMN[19][20]

### Byli członkowie
- Grzegorz Podżorny – powołany 26 lipca 2016 przez Prezydenta RP, zgłoszony przez klub poselski Kukiz’15[21], zrezygnował 13 sierpnia 2020[22]
- Elżbieta Kruk – wybrana 22 lipca 2016 przez Sejm, zgłoszona przez klub parlamentarny PiS, jej kadencja zakończyła się 22 lipca 2022
- Juliusz Braun – powołany 26 lipca 2016 przez Prezydenta RP, zgłoszony przez klub parlamentarny PO[21], jego kadencja zakończyła się 26 lipca 2022[23]
- Krzysztof Czabański – wybrany przez Sejm 22 lipca 2016[13] oraz 22 lipca 2022[24], zgłoszony przez klub parlamentarny PiS, od 2 sierpnia 2016 do 11 października 2024 przewodniczący RMN[25], odwołany przez Sejm 11 października 2024[26][27]